# Torneo de Limoges 2016
El Engie Open de Limoges 2016 es un torneo de tenis profesional jugado en interiores canchas duras. Se trata de la novena edición del torneo que forma parte de la serie WTA 125s 2016, con un total de 125.000 dólares en premios. Se llevará a cabo en Limoges, Francia, el 12 hasta 20 de noviembre de 2016.

## Cabeza de serie

### Individual femenino
| Tenista            | Ranking | Preclasificada |
| Caroline Garcia    | 23      | 1              |
| Alizé Cornet       | 46      | 1              |
| Océane Dodin       | 33      | 2              |
| Pauline Parmentier | 73      | 4              |
| Sorana Cîrstea     | 85      | 5              |
| Donna Vekić        | 101     | 6              |
| Mandy Minella      | 103     | 7              |
| Stefanie Vögele    | 113     | 8              |

- Ranking del 7 de noviembre de 2016

### Dobles femenino
| Tenista                           | Ranking | Preclasificada |
| Lyudmyla Kichenok Nadiia Kichenok | 135     | 1              |
| Anna Smith Renata Voráčová        | 149     | 2              |
| Nicola Geuer Nicole Melichar      | 207     | 3              |
| Lenka Kunčíková Karolína Stuchlá  | 210     | 4              |

## Campeonas

### Individual Femenino
Ekaterina Alexandrova venció a  Caroline Garcia por 6-4, 6-0

### Dobles Femenino
Elise Mertens /  Mandy Minella vencieron a  Anna Smith /  Renata Voráčová por 6-4, 6-4